# Regierung Magnette
Die Regierung Magnette war die sechzehnte wallonische Regierung. Sie amtierte vom 22. Juli 2014 bis zum 28. Juli 2017.
Von 2009 bis 2014 bildeten Sozialistische Partei (PS), Centre Démocrate Humaniste (CDH) und die grüne Ecolo eine gemeinsame Regierung. Bei der Regionalwahl am 25. Mai 2014 verlor Ecolo 10 der 14 Mandate und beteiligte sich nicht mehr an der Regierung. Ministerpräsident der neuen Koalition von PS und CDH wurde Paul Magnette (PS), der Parteivorsitzende der PS. Die Regierung Magnette wurde am 28. Juli 2017 durch ein konstruktives Misstrauensvotum gestürzt. Neuer Ministerpräsident einer Koalition aus dem liberalen Mouvement Réformateur (MR) und der CDH wurde Willy Borsus (MR).

## Zusammensetzung
| Amt | Name                 | Partei                         | Partei | Amtszeit                       |
| --- | -------------------- | ------------------------------ | ------ | ------------------------------ |
| Ministerpräsident                                                                                                  | Paul Magnette        |                                | PS     | 10. Juni 2014– 28. Juli 2017   |
| stellvertretender Ministerpräsident und Minister für öffentliche Arbeiten, Gesundheit, Soziales und Kulturerbe     | Maxime Prévot        |                                | CDH    | 10. Juni 2014– 28. Juli 2017   |
| stellvertretender Ministerpräsident und Minister für Wirtschaft, Industrie, Innovation und Informationstechnologie | Jean-Claude Marcourt |                                | PS     | 10. Juni 2014– 28. Juli 2017   |
| Minister für kommunale Behörden, Stadtentwicklung, Wohnungen und Energie                                           | Paul Furlan          |                                | PS     | 10. Juni 2014– 26. Januar 2017 |
| Minister für kommunale Behörden, Stadtentwicklung und Wohnungen                                                    | Pierre-Yves Dermagne |                                | PS     | 26. Januar 2017– 28. Juli 2017 |
| Minister für Umwelt, Raumordnung, Mobilität, Verkehr, Flughäfen und Tierwohl                                       | Carlo Di Antonio     |                                | CDH    | 10. Juni 2014– 18. April 2016  |
| Minister für Umwelt, Raumordnung, Mobilität, Verkehr und Tierwohl                                                  | Carlo Di Antonio     | 18. April 2016– 28. Juli 2017  | CDH    |                                |
| Ministerin für Arbeit und berufliche Weiterbildung                                                                 | Éliane Tillieux      |                                | PS     | 10. Juni 2014– 28. Juli 2017   |
| Minister für Haushalt, den öffentlichen Dienst und Vereinfachung der Verwaltung                                    | Christophe Lacroix   |                                | PS     | 10. Juni 2014– 26. Januar 2017 |
| Minister für Haushalt, den öffentlichen Dienst, Vereinfachung der Verwaltung und Energie                           | Christophe Lacroix   | 26. Januar 2017– 28. Juli 2017 | PS     |                                |
| Minister für Landwirtschaft, Natur, den ländlichen Raum, Tourismus und Sportstätten                                | René Collin          |                                | CDH    | 10. Juni 2014– 18. April 2016  |
| Minister für Landwirtschaft, Natur, den ländlichen Raum, Tourismus und Flughäfen                                   | René Collin          | 18. April 2016– 28. Juli 2017  | CDH    |                                |

## Umbesetzungen
Am 18. April 2016 gab Carlo Di Antonio die Zuständigkeit für Flughäfen an René Collin ab.
Am 26. Januar 2017 trat Paul Furlan wegen des Publifin-Skandals zurück. Sein Nachfolger wurde Pierre-Yves Dermagne, der jedoch die Zuständigkeit für Energie an Christophe Lacroix abgeben musste.